# مالوولچانکا
مالوولچانکا (به لاتین: Malovolchanka) یک منطقهٔ مسکونی در روسیه است که در سرزمین آلتای واقع شده‌است.